# A Mighty Wind
A Mighty Wind é um filme de comédia estadunidense de 2003 dirigido e escrito por Christopher Guest e Eugene Levy. Apresentado como mocumentário, é protagonizado por Catherine O'Hara, Michael McKean, Harry Shearer, Fred Willard, Bob Balaban, Ed Begley, Jr., Jennifer Coolidge, John Michael Higgins, Jane Lynch e Parker Posey.

## Elenco
- Catherine O'Hara
- Eugene Levy
- Christopher Guest
- Michael McKean
- Harry Shearer
- John Michael Higgins
- Jane Lynch
- Parker Posey
- Fred Willard